# Anders Selinder

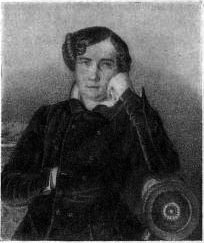
Anders Selinder

Anders Selinder, född 4 november 1806 i Stockholm, död där 6 november 1874, var en svensk balettdansare, balettmästare, koreograf och teaterdirektör.

## Biografi
Selinders far var hovjuvelerare. Han var tidigt elev vid Operan; han blev figurant 1823, sekonddansör 1827, premiärdansör 1829–1846 och balettmästare vid Kungliga Baletten 1833–1845 och 1851–1856. Från 1823 var han även ledare för en barnteater vid Oxtorget. 1832–1863 var han danslärare vid Karlberg. 
Selinder lärde in de gamla folkdanserna, som just då höll på att försvinna, tillsammans med visorna som hörde till, då handklaver, som inte kunde spela mollharmonier, trängde ut hemmagjorda instrument. Han bevarade dem genom att komponera dem till baletter och de dansades bland annat av Vilhelm Pettersson som dalkarl i Ett nationaldivertissement 1843. Han koreograferade vidare nationaloperan Värmlänningarne 1846.     
När han avskedades från Operan turnerade han i landsorten med sina elever, den första svenska turnerande baletten. De dansade ofta folkdanser och undervisade alla som ville. Han drev Selinders barnteater 1858–1866 och var meddirektör för Ladugårdslandsteatern 1861–1866 och 1870–1871, samt balettmästare på Mindre teatern 1868–70.
Det anses att Selinder och Sophie Daguin, som var balettinstruktör, upprätthöll en hög nivå inom svensk balett under första hälften av 1800-talet och att deras avskedande år 1856 inledde en nedgångstid inom svensk balett som skulle vara under resten av seklet.
Han komponerade omkring 40 baletter samt ungefär 40 baletter till pjäser. En del av hans danser togs upp inom folkdansrörelsen där de fortfarande dansas, till exempel Daldans, Jössehäradspolska och Vingåkersdans.
Bland hans många kända elever fanns skådespelerskorna Anna de Wahl, Sophie Cysch, Mathilda Hodell, Hilma Bruno, Hilda Ringvall, Zelma Eklund, Gardt och C. GL Callmén, och dansarna Mina Pettersson, Sophie Dahl, Gunhild Rosén, Robert Sjöblom och Gustaf Ullberg.